# Gary Hall Jr.
Gary Hall Jr. (Cincinnati, Ohio, 26. rujna 1974.) je bivši američki plivač i olimpijski pobjednik u plivanju.
Na OI u Atlanti 1996. osvojio je dvije zlatne medalje u štafeti, a osvajao je medalje i na OI u Sydneyu 2000. godine i OI u Ateni 2004. godine.
Hallov otac Gary Hall Sr. je također bio uspješni plivač. Na otvaranju OI u Montrealu ostao je zapamćen po tome što je tada dvogodišnjeg sina nosio u naručju. 

## Napomene
1. ↑  Nastupio samo u kvalifikacijama, no ne i u finalu